# Atherigona confusa
Atherigona confusa är en tvåvingeart som beskrevs av Malloch 1928. Atherigona confusa ingår i släktet Atherigona och familjen husflugor. Inga underarter finns listade i Catalogue of Life.